# Rżawa (rejon głuszkowski)
Rżawa (ros. Ржава) – wieś (ros. село, trb. sieło) w zachodniej Rosji, w sielsowiecie niżniemordokskim rejonu głuszkowskiego w obwodzie kurskim.

## Geografia
Miejscowość położona jest w pobliżu rzeki Sejm, 5 km od centrum administracyjnego sielsowietu niżniemordokskiego (Niżnij Mordok), 6,5 km od centrum administracyjnego rejonu (Głuszkowo), 113 km od Kurska.
W granicach miejscowości znajdują się ulice: Kołchoznaja, Komsomolskaja, Ługowaja, Oktiabrskaja, Pierwomajskaja, Udarnaja.

## Demografia
W 2010 r. miejscowość zamieszkiwało 226 osób.